# Yōsuke Kawai
Yōsuke Kawai (河井 陽介?, Kawai Yōsuke; Shizuoka, 4 agosto 1989) è un calciatore giapponese, centrocampista del Kataller Toyama.

## Palmarès

### Nazionale
- Universiadi:   1

Shenzen 2011